# Vitrac (Puy-de-Dôme)
Vitrac település Franciaországban, Puy-de-Dôme megyében. Lakosainak száma 338 fő (2022. január 1.). Vitrac Châteauneuf-les-Bains, Manzat, Queuille, Saint-Angel, Saint-Georges-de-Mons és Saint-Gervais-d’Auvergne községekkel határos.

## Népesség
A település népessége az elmúlt években az alábbi módon változott:
| Lakosok száma | 337  | 342  | 358  | 349  | 349  | 346  | 343  | 341  | 338  |
|               | 2013 | 2015 | 2016 | 2017 | 2018 | 2019 | 2020 | 2021 | 2022 |